# Руновский, Андрей Максимович
Андре́й Макси́мович Руновский (1761—1813) — российский государственный деятель, действительный статский советник, губернатор Нижегородской губернии.

## Биография
Родился 1 (12) октября 1761 года в Малороссии.
Службу начал подканцеляристом в Новороссийской губернской канцелярии (22 января 1780 года), откуда был переведён регистратором в Харьковскую казённую палату (28 июня 1781 года); перейдя затем, 26 апреля 1782 года, актуариусом в Коллегию иностранных дел, он находился при секретных делах, вверенных князем Александром Безбородко, и последовательно был произведён в протоколисты (21 марта 1784 года), секретари (30 апреля 1785 года), коллежские асессоры (21 апреля 1787 года) и надворные советники (8 сентября 1790 года). Кроме того, 2 сентября 1793 года за труды, «по мирной негоциации с Оттоманской Портой понесенные», Руновский награждён был орденом св. Владимира 4-й степени.
В 1793—1794 годах находился для особых поручений при сенаторе Тимофее Тутолмине, управлявшем тогда Минской, Изяславской и Брацлавской губерниями, а 20 декабря 1794 года назначен был Директором экономии Черниговской губернии; через два года (6 января 1797 год) был произведён в коллежские советники с назначением вице-губернатором Киевской губернии.
Пожалованный 19 февраля 1799 года чином статского советника, 29 июня того же года он был награждён орденом Св. Анны 2-й степени и назначен вице-губернатором Малороссийской губернии.
В действительные статские советники был произведён 26 июля 1802 года, а в 1803 году назначен Нижегородским губернатором. В 1812 году проявил большую деятельность в связи с военными событиями, в результате которых в Нижний Новгород приехало большое количество беженцев и Московских учреждений. При нём, в марте 1812 года, в Нижний Новгород приехал ссыльный М. М. Сперанский, который был затем отправлен далее — в Пермь.
Умер от простуды 5 (17) марта 1813 года и был погребён в Нижегородском Печерском монастыре.
Был холост и потомства после себя не оставил.

## Награды
- Орден Святого Владимира 3 степени (22 сентября 1796)
- Орден Святой Анны 2 степени (19 февраля 1799)
- Орден Святой Анны 1 степени (20 апреля 1809)